# Nuoto ai Giochi della XVIII Olimpiade
Le gare di nuoto ai Giochi della XVIII Olimpiade vennero disputate dall'11 al 18 ottobre 1964 allo Yoyogi National Gymnasium di Tokyo.
Rispetto a Roma 1960 vennero introdotte le gare dei 400 metri misti per entrambi i sessi, della staffetta 4x100 metri stile libero maschile e la gara dei 100 metri dorso maschili sostituita dalla 200 metri dorso per un totale complessivo di 10 gare maschili e 8 gare femminili.

## Podi

### Maschili
| Evento                           | Oro                                                               | Perform. | Argento                                                                              | Perform. | Bronzo                                                                | Perform. |
| Stile libero                     |                                                                   |          |                                                                                      |          |                                                                       |          |
| 100 metri (dettagli)             | Don Schollander                                                   | 53"4     | Robert McGregor                                                                      | 53"5     | Hans-Joachim Klein                                                    | 54"0     |
| 400 metri (dettagli)             | Don Schollander                                                   | 4'12"2   | Frank Wiegand                                                                        | 4'14"9   | Allan Wood                                                            | 4'15"1   |
| 1500 metri (dettagli)            | Bob Windle                                                        | 17'01"7  | John Nelson                                                                          | 17'03"0  | Allan Wood                                                            | 17'07"7  |
| Staffetta 4x100 metri (dettagli) | Stati Uniti Steve Clark Michael Austin Gary Ilman Don Schollander | 3'33"2   | Germania Horst Löffler Frank Wiegand Uwe Jacobsen Hans-Joachim Klein                 | 3'37"2   | Australia David Dickson Peter Doak John Ryan Bob Windle               | 3'39"1   |
| Staffetta 4x200 metri (dettagli) | Stati Uniti Steve Clark Roy Saari Gary Ilman Don Schollander      | 7'52"1   | Germania Horst-Günter Gregor Gerhard Hetz Frank Wiegand Hans-Joachim Klein           | 7'59"3   | Giappone Tsuyoshi Yamanaka Makoto Fukui Kunihiro Iwasaki Toshio Shōji | 8'03"8   |
| Dorso                            |                                                                   |          |                                                                                      |          |                                                                       |          |
| 200 metri (dettagli)             | Jed Graef                                                         | 2'10"3   | Gary Dilley                                                                          | 2'10"5   | Robert Bennett                                                        | 2'13"1   |
| Rana                             |                                                                   |          |                                                                                      |          |                                                                       |          |
| 200 metri (dettagli)             | Ian O'Brien                                                       | 2'27"8   | Georgij Prokopenko                                                                   | 2'28"2   | Chet Jastremski                                                       | 2'29"6   |
| Farfalla                         |                                                                   |          |                                                                                      |          |                                                                       |          |
| 200 metri (dettagli)             | Kevin Berry                                                       | 2'06"6   | Carl Robie                                                                           | 2'07"5   | Fred Schmidt                                                          | 2'09"3   |
| Misti                            |                                                                   |          |                                                                                      |          |                                                                       |          |
| 400 metri (dettagli)             | Richard Roth                                                      | 4'45"4   | Roy Saari                                                                            | 4'47"1   | Gerhard Hetz                                                          | 4'51"0   |
| Staffetta 4x100 metri (dettagli) | Stati Uniti Thompson Mann William Craig Fred Schmidt Steve Clark  | 3'58"4   | Germania Ernst-Joachim Küppers Egon Henninger Horst-Günter Gregor Hans-Joachim Klein | 4'01"6   | Australia Peter Reynolds Ian O'Brien Kevin Berry David Dickson        | 4'02"3   |

### Femminili
| Evento                           | Oro                                                                      | Perform. | Argento                                                        | Perform. | Bronzo                                                                                     | Perform. |
| Stile libero                     |                                                                          |          |                                                                |          |                                                                                            |          |
| 100 metri (dettagli)             | Dawn Fraser                                                              | 59"5     | Sharon Stouder                                                 | 59"9     | Kathleen Ellis                                                                             | 1'00"8   |
| 400 metri (dettagli)             | Virginia Duenkel                                                         | 4'43"3   | Marilyn Ramenofsky                                             | 4'44"6   | Therese Stickles                                                                           | 4'47"2   |
| Staffetta 4x100 metri (dettagli) | Stati Uniti Sharon Stouder Donna de Varona Lillian Watson Kathleen Ellis | 4'03"8   | Australia Robyn Thorn Janice Murphy Lynette Bell Dawn Fraser   | 4'06"9   | Paesi Bassi Pauline van der Wildt Toos Beumer Winnie van Weerdenburg Erica Terpstra        | 4'12"0   |
| Dorso                            |                                                                          |          |                                                                |          |                                                                                            |          |
| 100 metri (dettagli)             | Cathy Ferguson                                                           | 1'07"7   | Christine Caron                                                | 1'07"9   | Virginia Duenkel                                                                           | 1'08"0   |
| Rana                             |                                                                          |          |                                                                |          |                                                                                            |          |
| 200 metri (dettagli)             | Galina Prozumenščikova                                                   | 2'46"4   | Claudia Kolb                                                   | 2'47"6   | Svetlana Babanina                                                                          | 2'48"6   |
| Farfalla                         |                                                                          |          |                                                                |          |                                                                                            |          |
| 100 metri (dettagli)             | Sharon Stouder                                                           | 1'04"7   | Ada Kok                                                        | 1'05"6   | Kathleen Ellis                                                                             | 1'06"0   |
| Miste                            |                                                                          |          |                                                                |          |                                                                                            |          |
| 400 metri (dettagli)             | Donna de Varona                                                          | 5'18"7   | Sharon Finneran                                                | 5'24"1   | Martha Randall                                                                             | 5'24"2   |
| Staffetta 4x100 metri (dettagli) | Stati Uniti Cathy Ferguson Cynthia Goyette Sharon Stouder Kathleen Ellis | 4'33"9   | Paesi Bassi Corrie Winkel Klenie Bimolt Ada Kok Erica Terpstra | 4'37"0   | Unione Sovietica Tat'jana Savel'eva Svetlana Babanina Tetjana Dev"jatova Natal'ja Ustinova | 4'39"2   |

## Medagliere
| Posizione | Paese            |    |    |    | Totale |
| --------- | ---------------- | -- | -- | -- | ------ |
| 1         | Stati Uniti      | 13 | 8  | 8  | 29     |
| 2         | Australia        | 4  | 1  | 4  | 9      |
| 3         | Unione Sovietica | 1  | 1  | 2  | 4      |
| 4         | Germania         | 0  | 4  | 2  | 6      |
| 5         | Paesi Bassi      | 0  | 2  | 1  | 3      |
| 6         | Francia          | 0  | 1  | 0  | 1      |
| 6         | Gran Bretagna    | 0  | 1  | 0  | 1      |
| 8         | Giappone         | 0  | 0  | 1  | 1      |
| Totale    | Totale           | 18 | 18 | 18 | 54     |